# 직업 (영화)
직업(Il Posto)은 이탈리아에서 제작된 에르마노 올미 감독의 1961년 코미디, 드라마 영화이다. 케치 툴리오 등이 주연으로 출연하였고 Alberto Soffientini 등이 제작에 참여하였다.

## 출연

### 주연
- 케치 툴리오

## 제작진
- 미술: Ettore Lombardi